# حزب کمونیست آلمان (۱۹۹۰)
حزب کمونیست آلمان حزبی سیاسی است که در این کشور فعالیت می‌کند. این حزب در سال ۱۹۹۰ و در برلین تأسیس شد.
رئیس سابق این حزب ورنر شلیسه بود. نام ارگان این حزب «پرچم سرخ» است. نام سازمان جوانان این حزب «اتحادیه کمونیست‌های جوان آلمان» است.
در پیش از انتخابات بوندس‌تاگ سال ۲۰۰۵ این حزب برای ائتلاف انتخاباتی با حزب کمونیست آلمان (۱۹۶۸) و حزب چپ وارد مذاکره شد. نتیجتاً گروهی از داخل این حزب که مخالف این حرکت بودند از آن منشعب شدند و حزب کمونیست آلمان (بلشویک) را بنیان گذاشتند.

## تاریخچه انتخاباتی
- ۱۹۹۰: شرکت در انتخابات در ولکسکامر، ۸۸۱۹ رای و ۰٫۱ درصد آرا[۳]
- ۲۰۰۴: شرکت در انتخابات شهرداری ساسچن و ساسچن-آنهالت. کسب ۱٫۹ درصد آرا و یک کرسی در شورای شهر زیتز.[۳]
- ۲۰۰۴: شرکت در انتخابات لندتاگ تورینگن. کسب ۰٫۲ درصد آرا.[۳]